# The Elder Scrolls III: Morrowind
The Elder Scrolls III: Morrowind es la tercera entrega de la conocida serie de videojuegos de rol The Elder Scrolls. El videojuego fue publicado en América del Norte y Europa para PC y Xbox entre el 1 de mayo y el 22 de noviembre de 2002, y ha sido desarrollado por Bethesda Game Studios y distribuido por Bethesda Softworks (de ZeniMax Media) y Ubisoft. El juego ha vendido más de 4 millones de copias en todo el mundo. El juego ha sido lanzado en inglés, pero cuenta con una traducción no oficial al español.
Cuenta con dos expansiones, la primera es The Elder Scrolls III: Tribunal, que fue lanzada en noviembre de 2002, y la segunda es The Elder Scrolls III: Bloodmoon, lanzada en junio de 2003. También existe un paquete con el videojuego original y sus dos expansiones, llamado Morrowind: Game of the Year Edition, en conmemoración por el premio que se le otorgó al juego, y que salió al mercado el 31 de octubre de 2003.

## Sistema de juego
Con una trama épica, Morrowind consiguió llegar al corazón de los más amantes del rol. Un mundo enorme y muy detallado (en comparación con la anterior entrega) por descubrir, las posibilidades de edición el personaje y la aparición de la perspectiva en tercera persona hicieron de este juego una obra maestra. Existen distintas líneas argumentales aparte de la principal. El jugador se podía unir a cualquiera de los gremios, servir a la guardia imperial e incluso hacerse mercader para acumular la mayor fortuna posible. Las posibilidades son prácticamente infinitas. Para muchos usuarios es el mejor videojuego de rol de la historia.

### Creación del personaje
Morrowind comienza con el jugador prisionero (por causas desconocidas) y llegando en barco a Morrowind, pendiente de su puesta en libertad. Dentro de un tutorial que representa la liberación del preso, el jugador realizará el proceso de creación de su personaje. Al jugador le preguntarán un compañero preso, un funcionario y un burócrata, respectivamente. Cuando el jugador ya es registrado como ciudadano libre, en el proceso de elección, el jugador puede escoger su nombre, el género, la raza, el signo de nacimiento y la clase. Estos campos afectan al jugador en sus atributos, habilidades y poderes iniciales. El jugador tiene la oportunidad de responder a una serie de cuestiones morales para determinar su clase, pudiendo definir la suya propia.

### Sistema de habilidades
Las habilidades de un personaje se miden en función de la aptitud que se tenga con ellas. La aptitud en una habilidad en concreto se incrementa mediante la práctica, la formación o el estudio. La práctica implica la realización de acciones específicas asociadas con una determinada habilidad, lo cual aumentará gradualmente la aptitud del personaje en esa habilidad concreta. La formación implica el pago en efectivo a ciertos PNJs, a cambio de un aumento inmediato de la aptitud en la habilidad enseñada. Por ejemplo, para practicar utilizando armaduras o armas, el personaje debe utilizarlas en combate. Las habilidades de armas (es decir, Espada corta, Espada larga, Hacha, etc.) afectan a la probabilidad del personaje de asestar un golpe exitoso, y al daño del golpe. Las habilidades de armaduras (es decir, Armadura pesada, Armadura ligera, Desprotegido, etc.) afectan a la fortaleza defensiva de la armadura en concreto. Para practicar una escuela de magia particular, el personaje debe lanzar hechizos que estén entre los de esa escuela. Dentro de las escuelas de magia, hay algunas como Alquimia o Encantar que requieren crear pociones o encantar objetos para ser entrenadas. El estudio requiere la lectura de ciertos libros que se encuentran en el juego, que inmediatamente incrementarán la aptitud de una habilidad concreta.
Morrowind, al igual que su predecesor Daggerfall, hace una distinción entre «habilidades» y «atributos»; las habilidades son los conocimientos individuales, en particular, de las escuelas de magia o de una clase de armadura particular, y los atributos son características basadas en ámbitos más amplios y generales, como «fuerza» y «resistencia», que están vinculados a otras características importantes que no dependen de ninguna habilidad (es decir, los puntos de vida, los puntos mágicos, la probabilidad de evasión, etc.), o mejoran la eficiencia de una amplia variedad de habilidades. La Fuerza, por ejemplo, aumenta el daño de cualquier golpe físico hecho por el jugador. Los atributos, sin embargo, solo pueden mejorar cuando el personaje sube de nivel.
El jugador sube de nivel a su personaje cuando éste incrementa diez veces la aptitud de cualquier habilidad de su lista de habilidades mayores y menores, una lista que se define durante la elección de clase. Cada vez que su personaje sube de nivel, el jugador debe seleccionar tres atributos a aumentar. El jugador estará en mejores condiciones para aumentar los atributos relacionados con su conjunto de habilidades, ya que cada aumento en la aptitud en una habilidad añade 0,5 puntos a un multiplicador por el cual se define el amuento del atributo.

### Combate
El ataque cuerpo a cuerpo más simple, un «corte», se realiza con un clic izquierdo del ratón. Los ataques ligeramente más complejos, «tajo» y «estocada», se llevan a cabo haciendo clic izquierdo a la vez que se pulsa una tecla direccional, aunque mediante la activación de la opción «Utilizar siempre mejor ataque» (Always use best attack), los jugadores pueden eliminar el elemento del movimiento, pudiéndose centrar más en la lucha. Se calcula el daño potencial del arma cuerpo a cuerpo para cada uno de estos ataques. Los analistas encuentran poca utilidad en esta opción para la mayoría de las armas, cuando existe la opción para utilizar siempre el mejor ataque recomendado. Unos modificadores aritméticos ocultos, aplicados a las habilidades de cada combatiente, determinan si el ataque tiene éxito o no. En la versión original del juego, no se le daba al jugador ninguna indicación de la cantidad de vida que le quitaba a sus enemigos, y ninguna indicación de la fuerza de sus ataques. Este hecho fue criticado, pues veían conveniente la existencia de mayor cantidad de información visible. Bethesda finalmente añadió unas barras de salud para los enemigos en el parche 1.1.0605, publicado un mes después del lanzamiento inicial de Morrowind.

### Libertad de juego
Morrowind, siguiendo la tradición establecida por sus predecesores en la serie The Elder Scrolls, intenta establecer un mundo completamente libre de explorar, sin fronteras restrictivas sobre las acciones del jugador. Desde el comienzo del juego, el jugador entra en un mundo donde puede vagar, robar, completar búsquedas y explorar, sin tener que completar necesariamente la trama principal. El diseñador jefe Ken Rolston, preguntado antes del lanzamiento de Morrowind sobre los que según él eran los «principales elementos intocables» de la serie The Elder Scrolls, que «los distinguen de otros juegos», respondió inmediatamente: «La experiencia de libertad». En opinión de Rolston, el argumento central del juego es realmente un pretexto para introducir al jugador a una amalgama de tramas de fondo, como la existencia de varias facciones en conflicto; teniendo también en cuenta el elenco de personajes del juego, se intenta diversificar lo máximo posible la experiencia del jugador, sin llegar a obligarlo a nada.
Para permitir este comportamiento, Morrowind, además de la creación de una extensa trama principal, proporciona muchas misiones detalladas para realizar, teniendo la oportunidad de introducirse en una variedad de facciones, incluidos diversos gremios, organizaciones religiosas y casas aristocráticas y feudales, además de multitud de misiones secundarias encontradas por el mero hecho de indagar. Incluso la trama principal en sí puede tener varias direcciones dependiendo de las decisiones que el jugador puede tomar en su desarrollo. Estas decisiones pueden ser vistas como métodos de modelado de la personalidad; un amplio conjunto de variables y herramientas irán estableciendo la recién creada identidad propia del jugador dentro del mundo a su alrededor.

## Argumento
Mientras que Morrowind contiene muchas misiones e historias, la trama central gira en torno a la reencarnación del héroe Dunmer, Indoril Nerevar. El encarnado de Nerevar, referido como "El Nerevarine", se ha profetizado que se opondrá y vencerá el auge de la deidad malévola Dagoth Ur y los restos de sus seguidores. Estos seguidores están cubiertos por una facción prohibida llamada "La Sexta Casa", y se encuentran principalmente en la región volcánica de la Montaña Roja, en el centro de Vvardenfell, la isla en la que el juego se desarrolla. Dagoth Ur ha utilizado el Corazón de Lorkhan, un artefacto de gran poder, para hacerse inmortal y ahora busca expulsar a los ocupantes imperiales de Morrowind utilizando su red de espías, así como un enorme golem, impulsado por el Corazón del Lorkhan, al que Dagoth Ur tenía originalmente la tarea de proteger.
Después de una tormenta y una extraña visión en sus sueños, el jugador comienza recién salido de un barco de una prisión en tierra firme en un pueblo llamado Seyda Neen, liberado por el amiguismo del gobernante actual del Imperio Tamriélico, el Emperador Uriel Septim VII, con la tarea de encontrarse con Caius Cosades, un miembro de los Cuchillas, un grupo secreto encargado de la protección del emperador y el Imperio.
Cosades induce al jugador en los Cuchillas bajo las órdenes del emperador, y establece al jugador en varias misiones para descubrir las misteriosas desapariciones y revelaciones que los ciudadanos de Vvardenfell han experimentado, en particular la Sexta Casa y las profecías Ashlander del Nerevarine. Más tarde se revela que la Sexta Casa, y Dagoth Ur, han estado influyendo directamente en las personas dentro de sus sueños, incluyendo los intentos de invadir la mente del jugador.
Las profecías de los pueblos nómadas que viven en las Ashlands, Los Ashlanders, predicen que el encarnado de Nerevar cumplirá una serie de siete profecías. Las dos primeras profecías son que el Nerevarine nacerá en un cierto día de padres inciertos, y será curado de la enfermedad de Corprus. Al cumplirlas, el jugador trata de completar la tercera profecía, una prueba para encontrar la Luna y la Estrella, el anillo simbólico que lleva el Nerevarine, que mataría al instante a cualquier otro que tratase de llevarlo. Una vez que el jugador encuentra y equipa el anillo, recibe una visión de Azura, la antigua princesa daédrica del Alba y el Crepúsculo, que confirma que el jugador es la encarnación de Nerevar. El Nerevarine completa las cuarta y quinta pruebas, que tratan sobre unir las Grandes Casas y Ashlanders de Vvardenfell bajo un estandarte. Después de recibir el apoyo y ser declarado "Incitador" de las Grandes Casas y "Nerevarine" de las tribus nómadas Ashlander, el jugador es oficialmente, aunque a regañadientes, llamado "Nerevarine" por el Templo Tribunal, que normalmente persiguen a cualquier persona que dice ser el Nerevarine y los condenan a muerte.
El Nerevarine es invitado al palacio del dios-rey poeta Vivec para discutir el asalto a la fortaleza de Dagoth Ur, en el corazón de la Montaña Roja. Vivec le presenta al jugador el artefacto el guantelete Wraithguard, un artefacto Dwemer antiguo que puede utilizar las herramientas de "Sunder 'y' Keening '. Los implementos antiguos destruirán el mítico corazón de Lorkhan, pero sin tener el Wraithguard equipado, será un golpe fatal para quien lo blanda.
El jugador viaja a la Montaña Roja a la ciudadela de Dagoth Ur. Después de hablar con Dagoth Ur, que intenta corromper al jugador con la afirmación de que se limita a ejecutar las órdenes finales de Nerevar, el jugador y Dagoth Ur luchan. Superando a Dagoth Ur, el jugador rompe el Corazón de Lorkhan con las herramientas de Kagrenac, destruyendo la fuente de poder de Dagoth Ur y matándolo en el proceso. La cámara de Akulakhan donde reside el corazón de Lorkhan es destruida, y a su vez la Montaña Roja se despeja de la plaga y cae la Sexta Casa. Al escapar de la cámara, el Nerevarine es felicitado por Azura, que aparece ante él para recompensar sus esfuerzos de cumplir la profecía.
Después de completar la misión principal, el juego no termina. Vvardenfell sin embargo se ve afectada de muchas maneras diferentes. Los Tormentas Tizón dejan de plagar la tierra, y los seguidores de mente débil de la Sexta Casa se vuelven a despertar, sin recordar nada de su terrible experiencia. Los Soñadores que hostigaron al Nerevarine se callan, y el Nerevarine se vuelve ampliamente conocido como el salvador de Vvardenfell. La consecuencia esencial de derrotar a Dagoth Ur era la destrucción del Corazón de Lorkhan. Debido a su inmortalidad ligada al corazón, Vivec y el Tribunal se hacen mortales de nuevo, dejando el futuro de Vivec en cuestión y en manos del jugador para determinar su destino. La pérdida de la divinidad entre el Tribunal es el concepto principal de la expansión del juego, "Tribunal". Desde entonces se ha rumoreado que el héroe persigue una expedición al continente Akavir.

## Desarrollo

### Modificación
Bethesda Softworks, el desarrollador de Morrowind, ofrece a los jugadores la posibilidad de recrear el entorno con una herramienta de creación de mods, The Elder Scrolls Construction Set, que permite al jugador crear y editar diferentes razas, signos, habilidades, poderes, PNJs, etc. Los personajes creados pueden ser tan fuertes o tan rápidos como quiera el usuario, y el conjunto permite al jugador experimentar con el juego de un modo que normalmente no sería posible dentro de la mecánica del juego.
Morrowind es bien conocido por su capacidad para ser ampliado y mejorado con plugins (a menudo citados como modificaciones o mods para abreviar) mediante la herramienta The Elder Scrolls Construction Set, que viene con la versión para PC del juego. Estos mods son generalmente fáciles de instalar y pueden cambiar casi todo en el juego. Los mods pueden incluir nuevas criaturas, armas, armaduras, misiones, PNJs, razas jugables, huevos de Pascua, tiendas, casas que pueden ser propiedad del jugador, ciudades, ampliación del tamaño de las ciudades existentes, e introducir nuevas franjas de terreno (denominadas «celdas»). Otros introducen objetos inmensamente poderosos y los colocan en lugares secretos. Sin embargo, otros mods cambian algunos aspectos gráficos del juego, tales como iluminación, modelos 3D, colores y texturas. También hay mods oficiales realizados por Bethesda, tales como Siege at Firemoth, que se pueden encontrar y descargar en el sitio oficial.

### Expansiones

#### The Elder Scrolls III: Tribunal
The Elder Scrolls III: Tribunal, anunciado el 2 de septiembre de 2002 y previsto para lanzarse sólo para PC, fue finalmente lanzado, con poco entusiasmo por parte de los fanes de la serie, el 6 de noviembre del mismo año. Tribunal coloca al jugador en la cerrada ciudad amurallada de Mournhold, un enclave dentro la capital provincial en Morrowind de Almalexia. La historia continúa la trama de las deidades del Tribunal.
La motivación para producir una expansión del juego original fue principalmente propiciada por el éxito del lanzamiento de Morrowind, así como el sentimiento general de que los juegos de la serie The Elder Scrolls son experiencias continuas, que merecen continuar con el desarrollo de nuevas aventuras para sus jugadores. El desarrollo de la expansión comenzó inmediatamente después de la salida de Morrowind al mercado, dando a los desarrolladores sólo cinco meses para desarrollar la expansión desde el lanzamiento, un ciclo de desarrollo considerado muy rápido dentro de la industria.
Entre las principales novedades del lanzamiento de Tribunal se encuentran las mejoras en la interfaz (concretamente, una revisión del diario de aventuras de Morrowind). El nuevo diario permite al jugador ordenar misiones a título individual y por consiguiente, reduce la confusión causada por tener que buscar en el diario cada misión ordenada en un único flujo cronológico. Los analistas que analizaron el juego recibieron bien el cambio, aunque algunos criticaron la incompleta implementación del sistema, mientras que otros dijeron que sigue siendo «un poco difícil de manejar».
Los análisis sobre Tribunal fueron en general positivos, aunque en menor medida que en el caso de Morrowind. Los sitios de puntuación de juegos Metacritic y Game Rankings dieron a la expansión puntuaciones favorables: Metacritic, una puntuación de 80/100; Game Rankings, una puntuación de 82/100.

#### The Elder Scrolls III: Bloodmoon
The Elder Scrolls III: Bloodmoon, anunciado el 14 de febrero de 2003, y cuyo lanzamiento estaba previsto para mayo del mismo año, fue lanzado finalmente el 6 de junio en Norteamérica y un mes después en Europa. Bethesda comenzó a trabajar en la expansión inmediatamente después del lanzamiento de Tribunal en noviembre de 2002. Bloodmoon es una expansión más amplia que Tribunal, en términos de superficie cubierta y contenido creado; la expansión amplía el mapa principal del juego para incluir a la isla salvaje de Solstheim, una frígida tundra septentrional salpicada por algunos bosques, situada al noroeste de Vvardenfell. Estos añadidos marcaron el retorno a la «jugabilidad abierta» y la «libertad de exploración» del juego original, en contraste con la linealidad y el confinamiento de Tribunal.
Una de los principales características de Bloodmoon es la reincorporación de los hombres lobo, una característica incluida en The Elder Scrolls II: Daggerfall, pero que había estado ausente hasta el momento en Morrowind. Fue prominentemente publicitada en las promociones anteriores al lanzamiento del juego, en contraste con el vampirismo de Morrowind, que fue casi un «huevo de Pascua» en términos del número de jugadores que se mantuvieron familiarizados con la característica. Los jugadores pueden convertirse en hombres lobo contagiándose de la enfermedad licantrópica «Sanies Lupinus» y dejándola estar tres días sin tratar de curarla. Una vez que la enfermedad se ha asimilado plenamente, el jugador se transforma cada noche en hombre lobo, independientemente del ciclo lunar.

#### The Elder Scrolls III: Morrowind Game of the Year Edition
The Elder Scrolls III: Morrowind Game of the Year Edition se anunció el 12 de mayo de 2003 y fue lanzado el 31 de octubre del mismo año. Se compilan en un solo disco para PC o Xbox las dos expansiones Tribunal y Bloodmoon, junto con los parches lanzados solamente para PC, a los que, anteriormente, los propietarios de la versión de Xbox no tenían acceso. Sin embargo, no se incluyó para la versión Xbox el diario de juego mejorado que Bethesda incluyó en Bloodmoon y Tribunal, así como en los últimos parches de la versión original de Morrowind. Los analistas respondieron negativamente a esta ausencia. No obstante, las revisiones para el conjunto GOTY fueron en general positivas, más que todas las versiones anteriores. Metacritic otorgó a la edición una puntuación de 88/100; Game Rankings, un 90/100.

## Recepción
El extenso abanico de características incluidas, junto con la impresionante cantidad de mods que aparecieron, hicieron que Morrowind fuera galardonado Game of the Year de 2002. Ha recibido buenas críticas y puntuaciones de distintas revistas y webs, incluida una puntuación de 9/10 en Meristation y una media del 89% en las revisiones de Metacritic y Game Rankings.